# Михайлов, Григорий Семёнович
Григорий Семёнович Михайлов (1867 — ?) — приказчик, депутат Государственной II созыва от Архангельской губернии.

## Биография
Крестьянин деревни Князевская Савинской волости Онежского уезда Архангельской губернии. Окончил 2-классное министерское училище. Ранее был занят земледелием, позднее стал служить приказчиком на лесопильном заводе «Н. Русанов и сын» в Онеге. В момент выборов в Думу оставался беспартийным.
6 февраля 1907 избран во Государственную думу II созыва от съезда уполномоченных от волостей Архангельской губернии. Вошёл в состав Трудовой группы и фракции Крестьянского союза. Состоял в думской Финансовой комиссии.
В 1919 году продолжал служить в фирме «Н. Русанов и сын» в качестве «служащего по лесозаготовкам». Жил в селе Шмелёвка у станция Елица.
31 июля 1919 года арестован по политическим мотивам Следственным Комитетом Особого отдела при Реввоенсовете Штаба 6-й Армии. Процессуального решения по делу нет.
Дальнейшая судьба и дата смерти неизвестны.
Реабилитирован в мае 2005 года прокуратурой г. Москвы.

### Архивы
- Российский государственный исторический архив. Фонд 1278. Опись 1 (2-й созыв). Дело 281. Дело 614. Лист 4.